# Rue de Longchamp
Koordinaten: 48° 52′ N, 2° 17′ O
Die Rue de Longchamp ist mit 1.540 Metern eine der längsten Straßen von Passy, dem 16. Arrondissement von Paris.

## Lage
Die Rue de Longchamp beginnt an der Place d’Iéna und verläuft in westlicher Richtung über die Place de Mexico und von dort aus in nordwestlicher Richtung bis zum Boulevard Lannes. Gemeinsam mit der von Süden nach Norden verlaufenden Rue de la Pompe bildete die in ost-westlicher Richtung verlaufende Rue de Longchamp die Hauptachse des alten Dorfes Passy, dessen Gelände vor der Eingemeindung zu Paris am 1. Januar 1860 lange Zeit vorwiegend landwirtschaftlich genutzt wurde und neben einigen Wiesen und kleinen Waldstücken aus einer Vielzahl von Gärten bestand, in denen hauptsächlich Gemüse und Wein angebaut wurde.
Am östlichen Beginn der langen Straße befindet sich die Station Iéna mit der Linie  .

## Namensursprung
Der Straßenname bezieht sich auf die Abtei Longchamp.

## Geschichte
Der Teil zwischen dem heutigen Place d’Iéna und der Rue Spontini wurde 1834 auf einem im Plan de Roussel von 1730 aufgeführten Straßenteil errichtet.
Ihr Bau ging auf ein Dekret vom 6. März 1858 zurück, den heutigen Namen erhielt sie am 10. November 1873, ihre Eröffnung fand am 18. Mai 1881 statt. Ihr Straßenname ist auf die im Jahre 1256 gegründete Abtei Longchamp zurückzuführen, die an der Stelle der heutigen Pferderennbahn Longchamp lag und mit dieser Straße verbunden war. Ihre ursprüngliche Breite betrug zunächst 12 Meter, die heutige Breite von 15 Metern erhielt sie ab Januar 1935.

## Sehenswürdigkeiten
- Nr. 3: Wohnung von Serge Doubrovsky während des Besuchs der Großeltern
- Nr. 9: Botschaft von Mexiko
- Nr. 17: Wo heute der deutsch-französischen Juristenverband AJFA (Association des Juristes Français et Allemands) untergebracht ist, lebte zu Beginn des 20. Jahrhunderts vorübergehend der Komponist Camille Saint-Saëns (1835–1921).[2]
- Nr. 32: Restaurant Jamin, in dem Joël Robuchon seinen 3. Stern gewann.
- Nr. 33: Hier lebte und starb der Dichter und Schriftsteller Théophile Gautier (1811–1872).[3]
- Nr. 78: Wohnung des Dichters Paul Celan von 1958 bis 1967
- Nr. 102: Wohnung des Malers und Schriftstellers Jacques-Henri Lartigue von 1954 bis 1986; eine Gedenktafel erinnert daran.
- Nr. 103: Lycée Janson de Sailly
- Nr. 111: Eine Gedenktafel erinnert daran, dass hier der Maler und Graveur Édouard Goerg (1839–1969) lebte.
- Nr. 125: Hier starb Jean Seberg.
- Nr. 136: eine Gedenktafel erinnert daran, dass hier der Maler Jules Breton (1827–1906) lebte.
- Nr. 148: Wohnung des Dramatikers Georges Feydeau
- Nr. 154: Botschaft der Republik Niger
- Nr. 160: Der Bildhauer Jean Hugues (1848–1930) lebte hier, zu dessen Ehren die Straße benannt wurde, die auf Höhe der Nummer 160, Rue de Longchamp, abzweigt.[4]

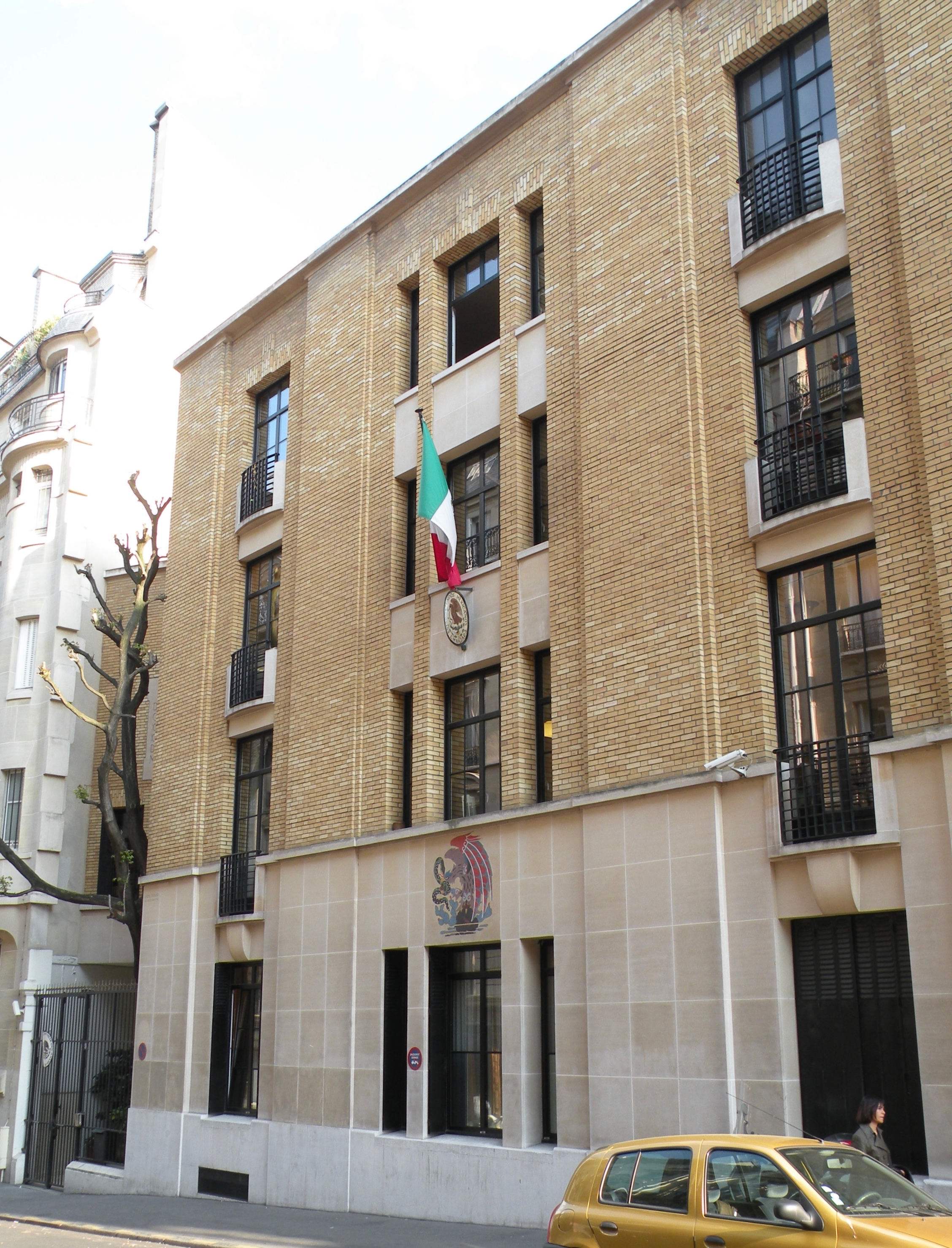
Nr. 9, Botschaft von Mexiko
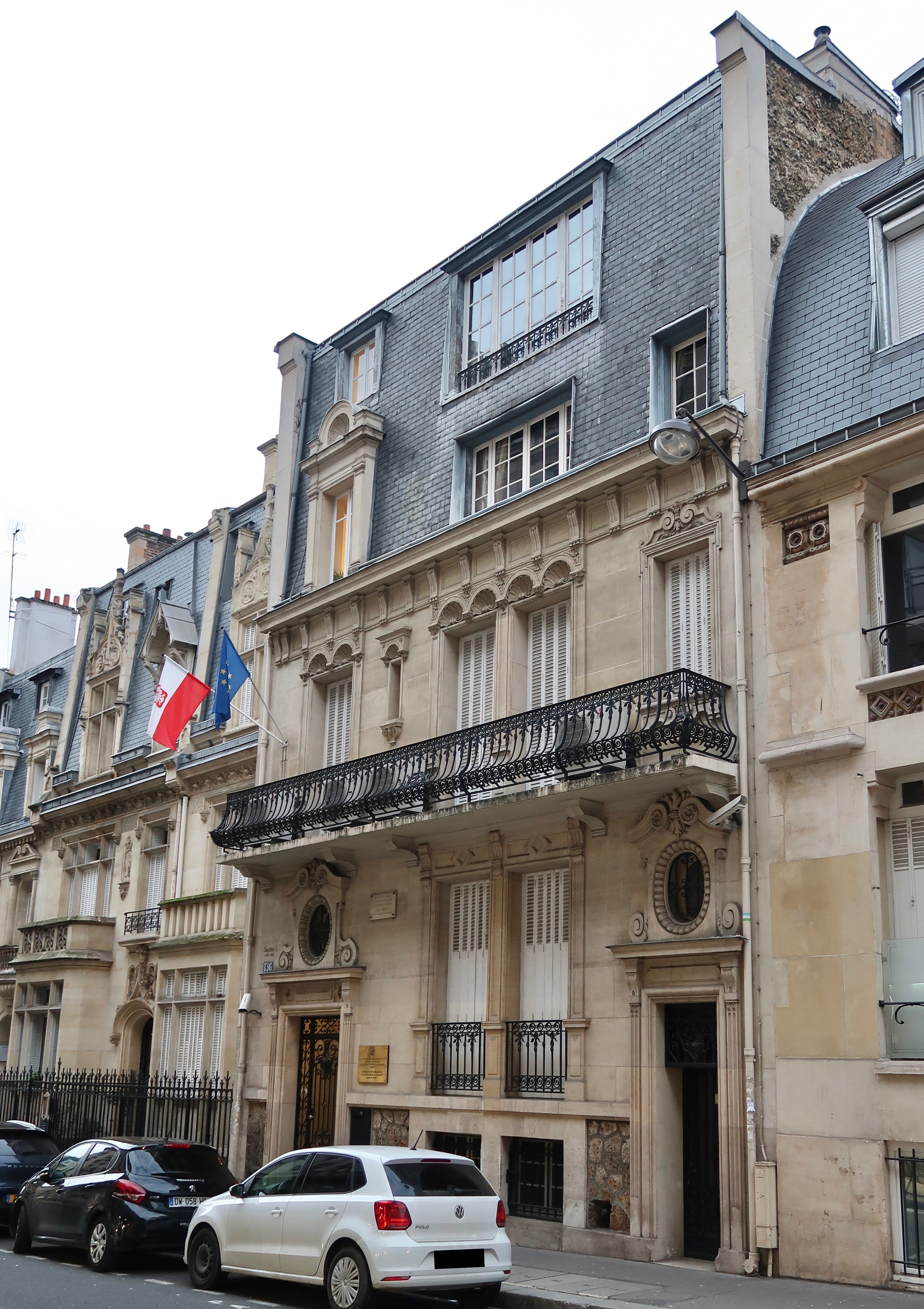
Nr. 136
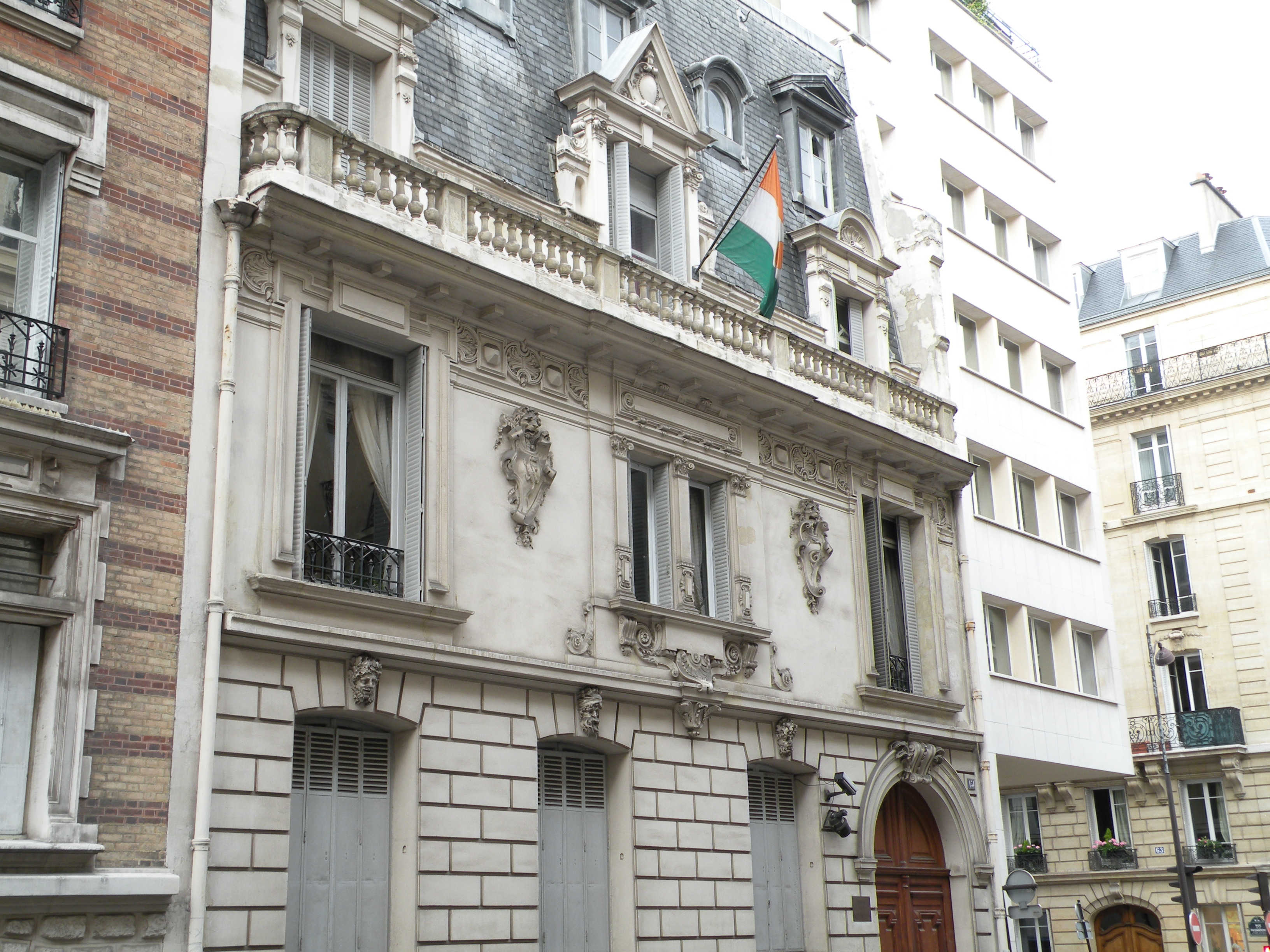
Nr. 154, Botschaft der Republik Niger
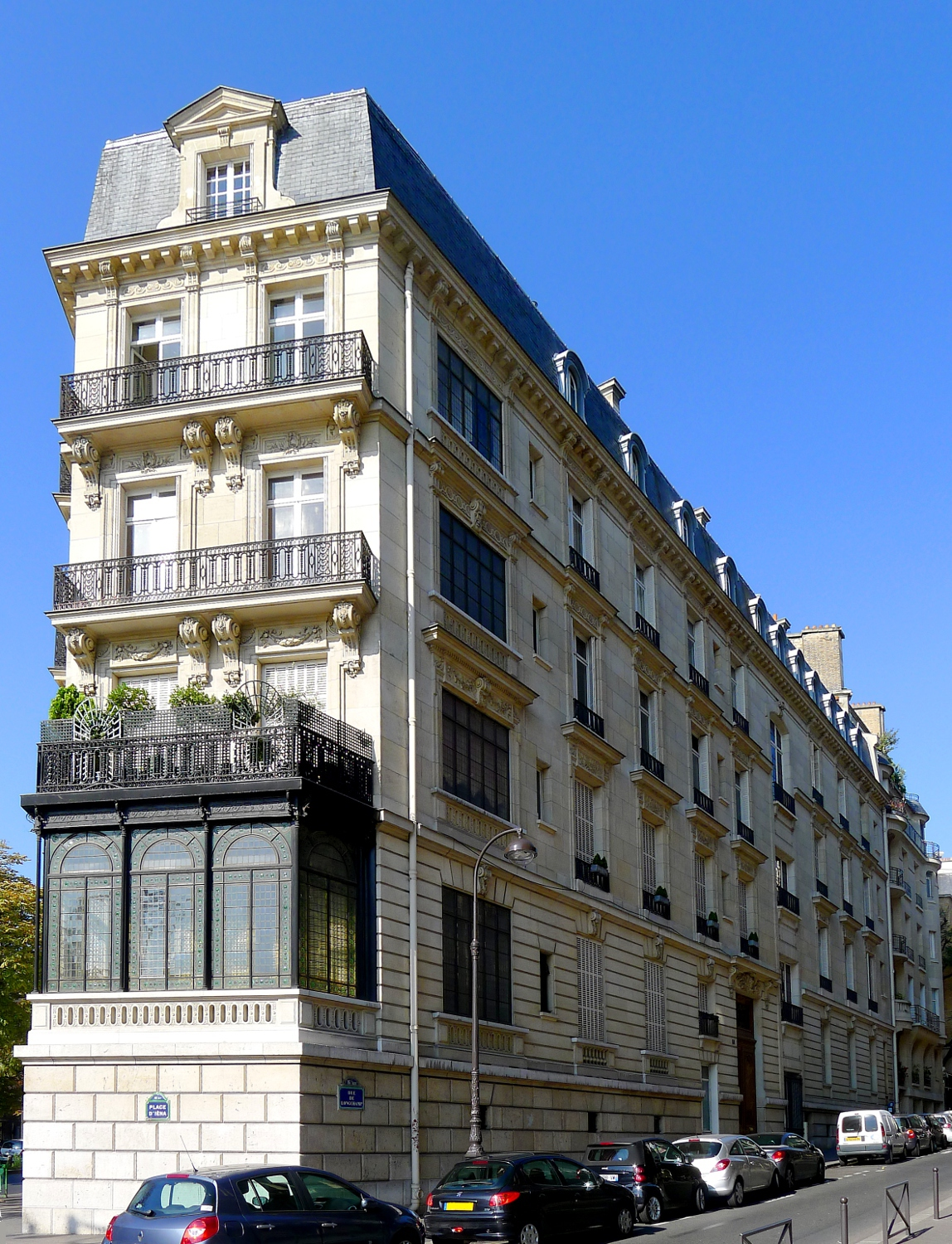
Am Place d’Iéna
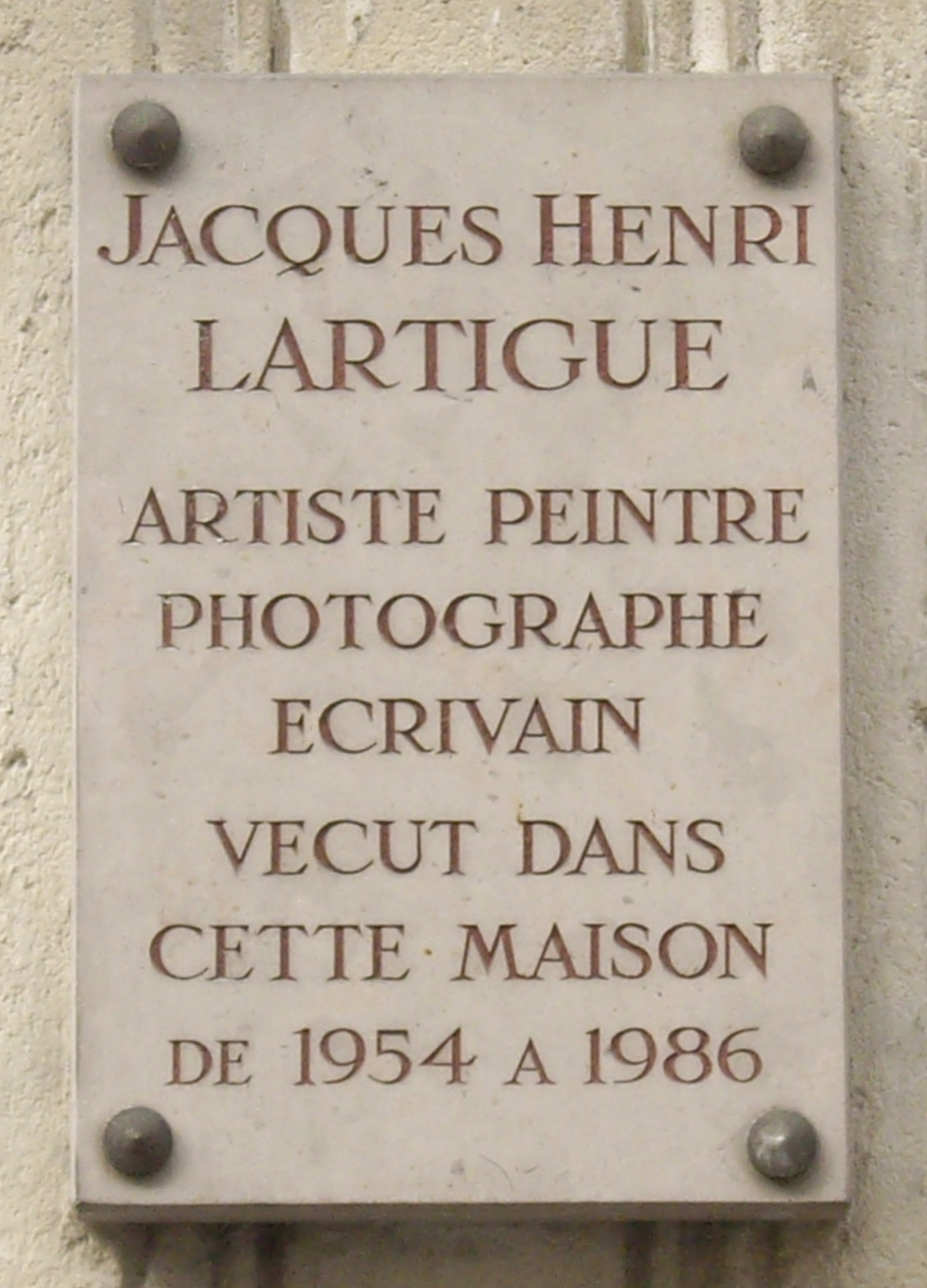
Gedenktafel an Nr. 102
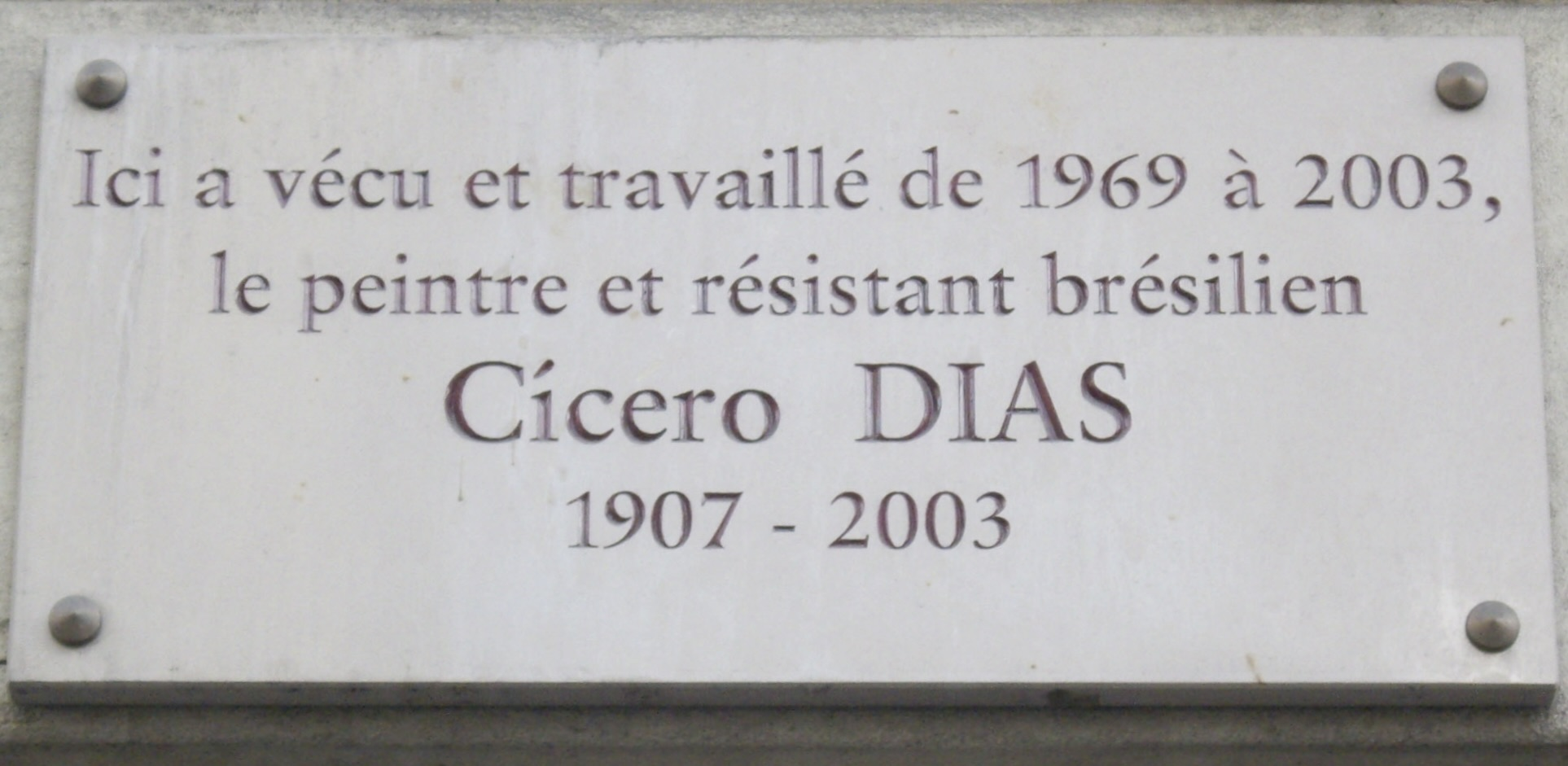
Gedenktafel an Nr. 123
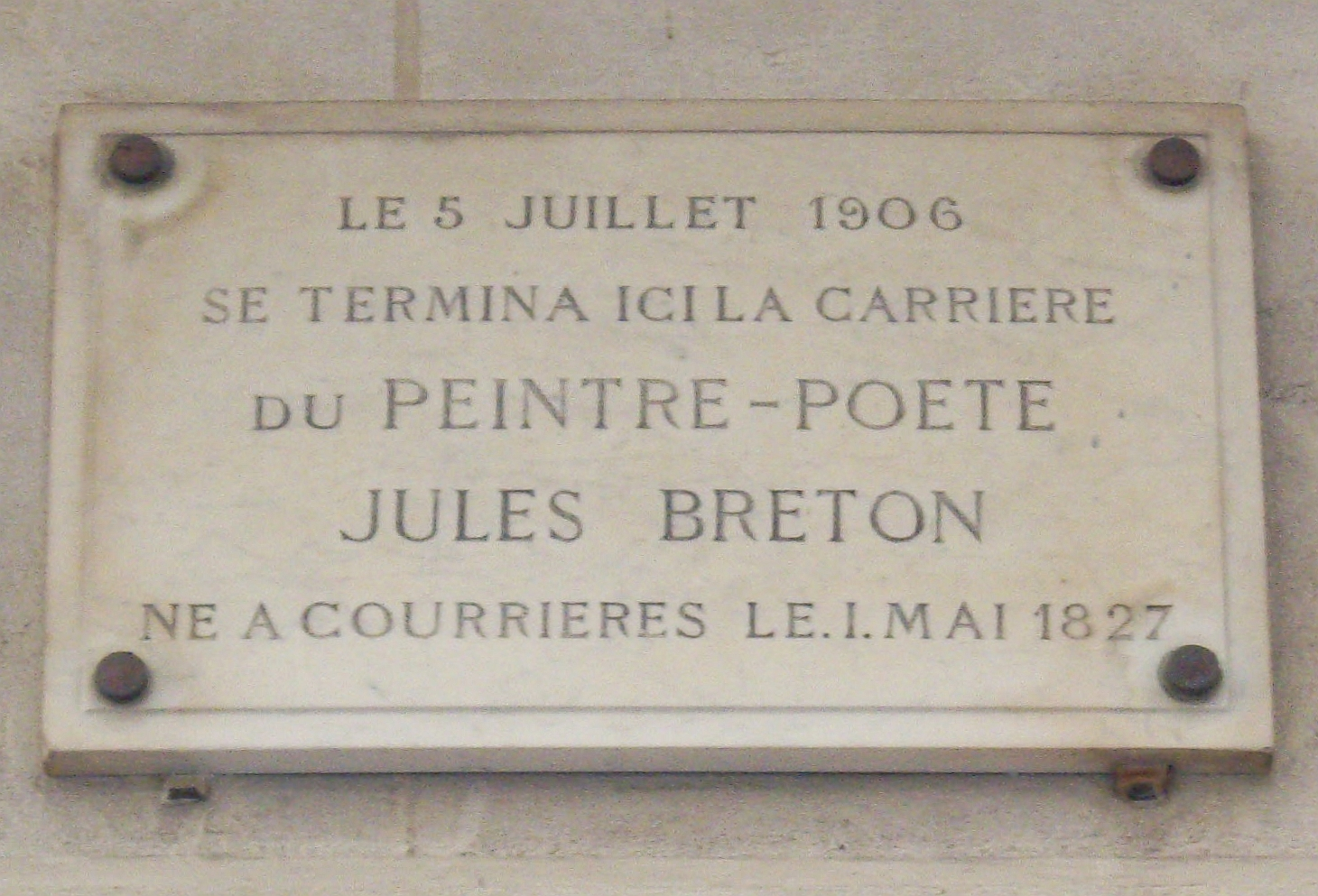
Gedenktafel an Nr. 136

## Namensverwandtschaft
Die hier behandelte Rue de Longchamp hat die Pariser Postleitzahl 75016. Eine gleichnamige Straße befindet sich keine zwei Kilometer nordwestlich von hier, auf der anderen Seite der Nordspitze des Bois de Boulogne, in Neuilly-sur-Seine. Diese Straße hat die Postleitzahl 92200.